# كيصابيرو أوزاوا
كيصابيرو أوزاوا. (بالإنجليزية: Kisaburo Osawa)‏، معلم أيكيدو ياباني، الأيكيكاي ومستشار لكيشوماري أيوشيبا.
ولد في كوماغايا، سايتاما، اليابان، بدأ ممارسة الجودو في سن السابعة عشر، عام 1939، عرض على موريهيه أويشيبا، ودخل إلى دوجو كوبيكان(dojo Kobukan).
أصبح واحدا من المعلمين المهمين ولهم المكانة في عالم الأيكيدو خلال سنوات 1950-1970، ترأس منظمة الأيكيكاي سنوات عديدة حتى عام 1986 عندما تم استبداله من قبل حفيدي موريهيه أويشيبا؛ موريتوري أويشيبا. لديه رتبة 9 دان.
ابنه، هاياتو أوساوا (مواليد 1951) هو حاليا بارز هومبو دوجو شيهان رتبة 7 دان.